# 圧接
圧接（あっせつ、英語: pressure welding）とは溶接の一種で、金属の表面を密着させ、熱、圧力を加えることで原子同士を金属融合させて接合する方法。冶金学的には、抵抗溶接・鍛接・摩擦圧接などが、圧接に分類される。

## ガス圧接工法
鉄筋を継ぐ部位を継手と言うが、その一継手工法。電動油圧ポンプを使用して鉄筋と鉄筋を圧密着させ、アセチレンガスと酸素をつないだバーナーであぶり、継ぐ工法。施工には免許（日本鉄筋継手協会）が必要。取り扱える鉄筋の太さに応じて1種から4種まである。

## 摩擦圧接法
金属材料を接触加圧させながら相対運動を起こさせ、発生する摩擦熱を熱源として接合する方法。

## 電気分野
上記の他、電気分野においてケーブルの絶縁被覆を剥離せずに、絶縁にコンタクトを刺して接続する方法も圧接と呼ばれる。（類似語に「圧着」がある。）